# Pau dos Ferros (tiểu vùng)
Pau dos Ferros là một tiểu vùng thuộc bang Rio Grande do Norte, Brasil. Tiều vùng này có diện tích 2673 km², dân số năm 2007 là 113677 người.